# U.S. News & World Report
US News & World Report là một công ty truyền thông của Mỹ chuyên xuất bản tin tức, ý kiến, tư vấn tiêu dùng, bảng xếp hạng và phân tích. Được thành lập như một tạp chí tin tức vào năm 1933, US News chuyển sang xuất bản chủ yếu trên internet vào năm 2010. US News chuyên về các bảng xếp hạng đại học, thông tin chính trị, giáo dục, y tế, tài chính, tư vấn sự nghiệp, du lịch và công nghệ.

## Các Bảng Xếp hạng

### Trường Đại học tốt nhất Hoa Kỳ
Năm 1983, US News & World Report đã công bố báo cáo "Danh sách các Trường Đại học tốt nhất nước Mỹ" lần đầu tiên. Bảng xếp hạng đã được tổng hợp và công bố hàng năm kể từ năm 1987. Các bảng xếp hạng này dựa trên dữ liệu mà US News & World Report thu thập từ các cơ sở giáo dục từ một cuộc khảo sát hàng năm được gửi đến mỗi trường. Bảng xếp hạng cũng dựa trên khảo sát ý kiến của các khoa và quản trị viên khác. Ngoài các trường đại học, US News & World Report cũng xếp hạng các trường đại học và chương trình học thuật trong một số ngành cụ thể, bao gồm kinh doanh, luật, kỹ thuật, điều dưỡng và y học.
Sự phổ biến của bảng xếp hạng các trường Đại học tốt nhất của US News & World Report được thể hiện qua bản phát hành vào năm 2014, mang lại 2,6 triệu khách truy cập và 18,9 triệu lượt xem trang cho usnews.com trong một ngày. Lưu lượng truy cập đến từ hơn 3.000 trang web, bao gồm cả Facebook và Google. US News & World Report tiếp tục xuất bản các hướng dẫn đại học toàn diện ở dạng sách. Robert Morse đã tạo ra phương pháp xếp hạng các trường đại học tốt nhất của US News và tiếp tục giám sát ứng dụng của mình với tư cách là nhà chiến lược dữ liệu chính tại US News. Vào năm 2014, The Washington Post đã giới thiệu một hồ sơ về Morse và khám phá sự nghiệp 30 năm của ông với ấn phẩm này.

### Trường Đại học tốt nhất toàn cầu
Vào tháng 10 năm 2014, US News & World Report đã công bố bảng xếp hạng "Các trường Đại học toàn cầu tốt nhất." Inside Higher Ed cho rằng US News đang tham gia vào bảng xếp hạng đại học quốc tế vốn đã bị "thống trị bởi ba bảng xếp hạng đại học toàn cầu," là Bảng xếp hạng Đại học Thế giới của Thời đại Giáo dục, Xếp hạng học thuật của các trường đại học thế giới và Bảng xếp hạng đại học thế giới QS. Robert Morse lưu ý rằng US News "là nhà xuất bản đầu tiên ở Mỹ tiến hành xếp hạng các trường đại học toàn cầu".

### Tiểu bang tốt nhất

Xếp hạng giáo dục, 2019: 01-10, 11-20, 21-30, 31-40, 41-50

Năm 2017, US News đã công bố bảng xếp hạng đầu tiên của tất cả 50 tiểu bang Hoa Kỳ, kết hợp các số liệu trong bảy tiêu chí là chăm sóc sức khỏe, giáo dục, tội phạm và sửa chữa, cơ sở hạ tầng, cơ hội, kinh tế và chính phủ. Massachusetts được xếp hạng tốt nhất, còn Louisiana bị xếp hạng là tồi tệ nhất.
Năm 2019 các tiêu chí về môi trường tự nhiên được dùng để thay thế chất lượng cuộc sống. Tiểu bang Washington chiếm thứ hạng hàng đầu, trong khi Louisiana vẫn bị xếp hạng là tồi tệ nhất.